# Chainça
Chainça est une freguesia portugaise située dans le District de Leiria.
Avec une superficie de 5,34 km2 et une population de 815 habitants (2001), la paroisse possède une densité de 152,6 hab/km2.